# Apallates columbianus
Apallates columbianus är en tvåvingeart som först beskrevs av Günther Enderlein 1911.  Apallates columbianus ingår i släktet Apallates och familjen fritflugor. Inga underarter finns listade i Catalogue of Life.